# Ouroux-en-Morvan
Ouroux-en-Morvan – miejscowość i gmina we Francji, w regionie Burgundia-Franche-Comté, w departamencie Nièvre.
Według danych na rok 1990 gminę zamieszkiwało 838 osób, a gęstość zaludnienia wynosiła 14 osób/km² (wśród 2044 gmin Burgundii Ouroux-en-Morvan plasuje się na 278. miejscu pod względem liczby ludności, natomiast pod względem powierzchni na miejscu 8.).